# Counseling

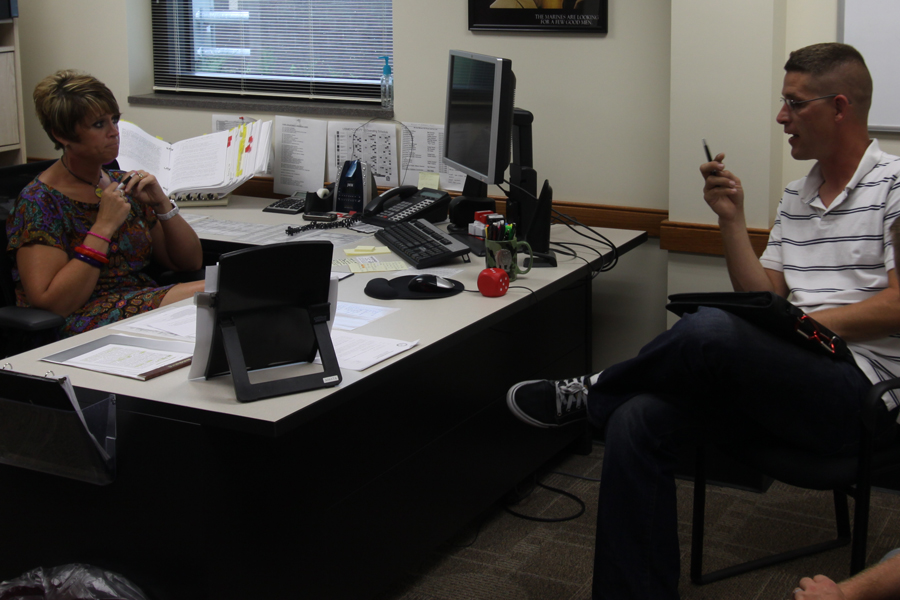
Una couselor nel suo studio

Il counseling (o anche counselling in inglese britannico) è un intervento di supporto nei confronti di individui con problematiche di varia natura (come problemi relazionali, perdita del lavoro o malattie croniche) diretto al superamento delle difficoltà di adattamento rispetto a specifiche situazioni di tensione, cercando di stimolare le loro capacità di reazione. Si occupa di problemi non specifici (ad esempio prendere decisioni o migliorare le relazioni interpersonali) e circoscritti a uno specifico contesto (famiglia, scuola, lavoro ecc).

## Origini del termine
Il sostantivo counseling è un prestito linguistico ricavato dal verbo inglese to counsel (consigliare), che risale ai termini in francese antico conseiller e counseil, e che derivano a loro volta dal verbo latino medievale consiliare e dal termine in latino volgare consĭlium, corradicale di consulĕre, traducibili principalmente in "consiglio" e "consultare". 
Il termine è spesso tradotto in "consulenza" . Più raramente è tradotto in "consiglio" anche se, secondo Pagani «[...] uno degli elementi distintivi del counseling rispetto alla situazione del consiglio è che, nel primo caso, la relazione si svolge con un esperto ed è finalizzata alla ricerca di una strategia per rendere possibili scelte o modifiche, nel secondo caso, invece, la relazione è paritaria e consiste nel suggerire [...]».
| Consiglio                          | Counseling                             |
| ---------------------------------- | -------------------------------------- |
| Rapporto paritario                 | Rapporto con un professionista esperto |
| Accordo sul tema                   | Ricerca di una strategia               |
| Suggerire scelte e/o modificazioni | Rende possibili scelte e/o modifiche   |

Schema: differenze tra consiglio e counseling

## Storia
Negli Stati Uniti notizie su attività di counseling si trovano fin dai primi anni del Novecento, quando alcuni operatori sociali adottano il termine per definire l'attività di orientamento professionale rivolta ai soldati che rientrano dalla guerra e che necessitano di una ricollocazione professionale. Negli anni cinquanta nascono la Division of Counseling Psychology dell'APA (American Psychological Association) e l'American Personnel and Guidance Association. Successivi sviluppi avvengono per l'influenza di attività di ricerca e culturali quali:
- l'orientamento scolastico rivolto agli studenti al termine delle scuole superiori;
- l'orientamento professionale rivolto prevalentemente ad ex lavoratori necessitanti di una nuova collocazione professionale;
- l'assistenza sociale e infermieristica;
- le psicoterapie – in particolare comportamentista e psicoanalitica – col sostanziale contributo dell'orientamento umanistico-esistenziale, dell'esistenzialismo e dei movimenti olistici orientati alla salute finalizzati alla prevenzione dei problemi psicologici tesi all'abbandono dei modelli centrati sulla psicopatologia in favore di criteri orientati alla salute e alla prevenzione psichica.
- Il counseling propriamente detto di pertinenza specifica del counselor orientato a processi di salutogenesi ed empowerment e non alla psicopatologia clinica disfunzionale.

In Italia si possono rintracciare attività affini al counseling nella storia dell'assistenza sociale che ebbe inizio intorno agli anni venti. Tali iniziative assistenziali, formalmente costituitesi nel 1929, avevano carattere filantropico e volontario e nascevano nello stesso periodo delle prime scuole per assistenti sociali.
Il termine counselor inizia ad essere utilizzato a partire dagli anni novanta nei corsi di formazione organizzati da scuole di psicoterapia e nell'associazionismo finalizzato a regolamentare tale attività. Nel 2000, negli elenchi del "IV Rapporto di monitoraggio sulle Associazioni rappresentative delle Professioni non regolamentate" del CNEL, sono riportate per la prima volta due associazioni di counseling.

## Descrizione
La prima attestazione dell'uso del termine counseling per indicare un'attività rivolta a problemi sociali o psicologici risale al 1908 da parte di Frank Parsons. Nel 1951 la parola counseling è usata da Carl R. Rogers per indicare una relazione nella quale il cliente è assistito nelle proprie difficoltà senza rinunciare alla libertà di scelta e alla propria responsabilità.
L'attività di counseling è svolta da un professionista in grado di aiutare un interlocutore in problematiche personali e private. In base al bagaglio di abilità possedute, le competenze proprie all'attività di counseling possono essere presenti nell'attività di diverse figure professionali quali assistenti sociali, consulenti filosofici, counselor, educatori professionali, medici, operatori sociali, pedagogisti e psicologi.
Essa è finalizzata a «consentire ad un individuo una visione realistica di sé e dell'ambiente sociale in cui si trova ad operare, in modo da poter meglio affrontare le scelte relative alla professione, al matrimonio, alla gestione dei rapporti interpersonali, con la riduzione al minimo della conflittualità dovuta a fattori soggettivi», ed è inoltre «un'attività di competenza relazionale che utilizza mezzi comunicazionali per agevolare l'autoconoscenza di se stessi attraverso la consapevolezza e lo sviluppo ottimale delle risorse personali, per migliorare il proprio stile di vita in maniera più soddisfacente e creativo».
Secondo Rollo May – uno dei padri fondatori del counseling insieme a Rogers – il counselor ha il compito di «favorire lo sviluppo e l'utilizzazione delle potenzialità del cliente, aiutandolo a superare eventuali problemi di personalità che gli impediscono di esprimersi pienamente e liberamente nel mondo esterno [...] il superamento del problema, la vera trasformazione, comunque, spetta solamente al cliente: il counselor può solo guidarlo, con empatia e rispetto, a ritrovare la libertà di essere se stesso».
La BACP (British Association for Counselling and Psychotherapy) fornisce la seguente definizione dell'attività di counseling: «Il counselor può indicare le opzioni di cui il cliente dispone e aiutarlo a seguire quella che sceglierà. Il counselor può aiutare il cliente a esaminare dettagliatamente le situazioni o i comportamenti che si sono rivelati problematici e trovare un punto piccolo ma cruciale da cui sia possibile originare qualche cambiamento. Qualunque approccio usi il counselor [...] lo scopo fondamentale è l'autonomia del cliente: che possa fare le sue scelte, prendere le sue decisioni e porle in essere».

## Il counseling nel mondo

### In Italia
Il counseling è una professione non organizzata, ovvero priva di una legge istitutiva e di un ordine professionale. A seguito del varo da parte del parlamento della legge 14 gennaio 2013, n. 4, "Disposizioni in materia di professioni non organizzate" il counselor è stato inserito tra le professioni intellettuali, per esercitare le quali non è necessario seguire alcun iter specifico. La normativa lascia al singolo professionista la facoltà di qualificarsi professionalmente intraprendendo un percorso privato di certificazione professionale presso un'associazione professionale di categoria o attraverso la cosiddetta autoregolamentazione volontaria. Da un punto di vista pubblicistico chiunque può dichiararsi "counselor" senza alcun obbligo di formazione specifica.
Con una nota del 24 marzo 2014 il Ministero della Salute, su richiesta del Ministero dello Sviluppo Economico, ha verificato che l'esame dei documenti e del sito internet di una nota associazione di counseling non evidenziava interferenze con le attività riservate per Legge agli esercenti le professioni sanitarie.
Il 17 novembre 2015 il TAR del Lazio, con la Sentenza 13020/2015, ha accolto il ricorso proposto dal Consiglio Nazionale dell'Ordine degli Psicologi con il quale si richiedeva l'annullamento del provvedimento disposto dal Ministero dello Sviluppo Economico a favore dell'inserimento di AssoCounseling nell'elenco delle professioni non regolamentate di cui alla L. 4/2013. «La gradazione del disagio psichico presuppone una competenza diagnostica pacificamente non riconosciuta ai counselors e che il disagio psichico, anche fuori da contesti clinici, rientra nelle competenze della professione sanitaria dello psicologo», ai sensi dell'art. 1 L. 56/1989. Avverso tale sentenza è stato proposto ricorso al Consiglio di Stato il quale, con la Sentenza 546/2019 del 22 febbraio 2019, ha accolto il ricorso proposto da un'associazione di categoria, annullando la sentenza del TAR Lazio e riammettendo l'associazione nell'elenco tenuto dal Ministero dello Sviluppo Economico.
Il 26 giugno 2018 una video-inchiesta diffusa dal sito web de la Repubblica e dall'Ordine degli Psicologi del Lazio, denuncia «un "mercato" di pseudo professionisti [i counselor] che si propongono nella cura e promozione del benessere psicologico» mettendo a serio rischio la salute dei cittadini. A seguito di tale inchiesta l'Ordine nazionale degli psicologi ha ribadito l'esigenza di dover tutelare la professione di psicologo con l'avvio di ulteriori azioni politiche e legali contro l'esercizio abusivo della professione. I metodi e gli scopi di tale inchiesta sono stati criticati da un'associazione professionale di categoria, perché non rappresenterebbero l'operato della maggioranza dei professionisti che operano in Italia. Nella riunione del 26 febbraio 2020 il Secondo Collegio del Consiglio Territoriale di Disciplina del Consiglio Regionale dell'Ordine dei giornalisti del Lazio, a seguito di un esposto presentato da un'associazione di categoria, con delibera n. 79/2020 ha comminato al giornalista Luca Bertazzoni, autore della video-inchiesta, la sanzione disciplinare della censura. Secondo l'Ordine dei giornalisti il servizio è «stato svolto in palese violazione della norma elementare del contraddittorio tra le parti e realizzato in forma subdola, utilizzando addirittura un'attrice per dequalificare una professione. Ricorrendo quindi ad artifici». «Grave – prosegue la delibera dell'Ordine – che i Counselor non siano stati almeno contattati dopo le riprese video con telecamera nascosta per rispondere alle accuse a loro mosse dal rappresentante dell'Ordine degli psicologi. In linea teorica potrebbero essere anche loro semplici attori o Counselor improvvisati e non professionali».
Secondo il Consiglio Nazionale Ordine Psicologi (CNOP): «Non esiste una professione autonoma di counselor perché il counseling è attività di consulenza delle professioni regolamentate e, per le materie psicologiche, è attività riservata agli psicologi». Stesso parere viene riportato dal Ministero della Salute in una nota inviata all’UNI, ente italiano di normazione, sul riconoscimento della figura professionale di counselor: «Il progetto di norma UNI pone la figura del Counselor non psicologo in palese sovrapposizione con quelle dello psicologo, dello psicologo psicoterapeuta, del dottore in tecniche psicologiche, del medico psichiatra, del medico psicoterapeuta [...] Le attività ivi attribuite al counseling, come più volte segnalato, rientrano a pieno titolo tra le attività tipiche della professione di psicologo». A novembre 2021 l'UNI, nella nota UNI/CT 006/GL 07 datata 25 novembre 2021, ha comunicata la decisione di chiudere il tavolo di lavoro del progetto di norma UNI.

#### Controversie in Italia
Le maggiori critiche all'attività di counseling vengono mosse da una ampia parte della categoria degli psicologi (il Consiglio Nazionale dell'Ordine degli Psicologi, alcuni Ordini regionali ed alcune associazioni di categoria) che, osservando la normativa e della giurisprudenza, evidenziano i seguenti punti:
- L'attività di counseling sarebbe una reale attività di "consulenza psicologica" e "sostegno psicologico" e, pertanto, i counselor che si definiscono tali ma che non sono psicologi iscritti all'Ordine compirebbero un abuso (esercizio abusivo di professione). L'attività del "counselor" sarebbe totalmente sovrapponibile ai compiti che già spettano allo psicologo secondo la Legge 56/89;[37]
- La non regolamentazione della professione di counseling nuoce agli utenti in quanto vengono a mancare i presupposti minimi per la tutela che, invece, una professione regolamentata garantisce (Legge di ordinamento, codice deontologico, etc.);
- Molte competenze del counseling sarebbero competenze proprie alla professione di psicologo, e dunque le stesse scuole di specializzazione per psicoterapeuti che erogano corsi di counseling a non psicologi potrebbero compiere un abuso in riferimento agli articoli 8 e 21 del codice deontologico degli psicologi;[38] Questo principio, ribadito dall'Ordine degli Psicologi della Lombardia, ed avverso cui era stata promossa un'azione legale da alcuni ricorrenti, è stato confermato dalla Sentenza n. 10289 del 26 maggio 2011 della quinta sezione civile del Tribunale di Milano.[39] Avverso questa sentenza di primo grado è stato effettuato ricorso in appello, che si è concluso confermando la sentenza di primo grado, evidenziando il difetto di legittimazione attiva dei ricorrenti.[40]
- Molte competenze del counseling, essendo ritenute competenze proprie alla professione di psicologo, possono essere esercitate solo da psicologi iscritti all'Albo, ex art. 1, L. 56/89.[41]
- La Magistratura in sede penale ha più volte condannato counselor per esercizio abusivo di professione di psicologo, evidenziando ripetutamente la natura riservata agli psicologi degli interventi tesi a occuparsi del disagio psichico (ad es., Sentenza 83/2015 Corte Appello Milano, Sentenza Cassazione 39339/2017, Sentenza Cassazione 16562/2016).[42][43]

La dialettica di questa differenza di posizioni si estrinseca attraverso tre distinti canali:
- politico-professionale: attraverso la discussione e il dibattito interno alle due categorie;
- normativo: attraverso pressioni lobbistiche di entrambi gli schieramenti tese a promuovere o meno specifiche leggi;
- legale: attraverso interventi promossi sia per iniziativa privata (singoli professionisti e associazioni di categoria) che istituzionale (ordine professionale).

In risposta le associazioni di categoria di counseling e alcune associazioni di categoria di psicologi, sostengono che: 
- il recepimento della Direttiva dell'Unione Europea 2005/36/CE[44] offrirebbe la possibilità per le associazioni private di categoria di counseling di potersi iscrivere in uno speciale elenco redatto dal Ministero della Giustizia;
- il successivo Decreto Interministeriale (Ministero della Giustizia e Ministero del commercio internazionale)[45] istituisce il procedimento per la valutazione delle istanze di riconoscimento delle associazioni di categoria.